# فرانسيسكو دي سا كارنيرو
فرانسيسكو مانويل لومبراليس دي كارنيرو، ولد في 19 يوليو 1934 وتوفي يوم 4 ديسمبر من العام 1980. أسس الحزب الديموقراطي الاجتماعي البرتغالي عام 1974 (عام ثورة القرنفل البرتغالية ) وأصبح رئيس وزراء البرتغال في يناير من العام 1980، لكنه شغل منصبه لمدة أحد عشر شهرًا فقط، ومات في حادث تحطم طائرة مع شريكته «سنو أبيكاسيس» (إيبا ميريث سايدنفادن عند الولادة)، في 4 ديسمبر 1980. أعلن تحقيق برلماني عام 2004 أن هناك أدلة على وجود قنبلة في الطائرة، بعد أن خلص تحقيق عام 1995 إلى وجود أدلة على حدوث تخريب.

## حياته المهنية
كان سا كارنيرو محاميًا ٍ بالتدريب، وأصبح عضوًا في الجمعية الوطنية عام 1969، كما كان أحد قادة «الجناح الليبرالي» الذي حاول العمل من أجل تحقيق تحول دكتاتورية أنطونيو دي أوليفيرا سالازار لتصبح تدريجيًا ديمقراطية أوروبية غربية.
في مايو من العام 1974، أي بعد شهر من ثورة القرنفل، أسس سا كارنيرو الحزب الديمقراطي الشعبي، جنبًا إلى جنب مع فرانسيسكو بينتو بالسيماو وجواكيم ماغالهايس موتا وكارلوس موتا بينتو وجواو بوسكو موتا أمارال وألبرتو جواو جارديم وأنطونيو باربوسا دي ميلو وأنطونيو ماركيز مينديز، وأصبح أمينه العام. سرعان ما أعيدت تسمية الحزب ليصبح الحزب الاشتراكي الديمقراطي. على الرغم من ادعاء سا كارنيرو بقيادة حزبٍ من يسار الوسط، انحرف هو والحزب إلى اليمين. كان وزيرًا بلا حقيبة في عدد من الحكومات المؤقتة، وانتخب نائبا للجمعية الدستورية في العام التالي.
في عام 1976، انتخب في مجلس الجمهورية. في نوفمبر من العام 1977، استقال من منصبه رئيسًا للحزب، ولكن أعيد انتخابه لنفس المنصب في العام التالي.
في الانتخابات العامة أواخر عام 1979، قاد فرانسيسكو التحالف الديمقراطي، وهو ائتلاف من حزبه الاشتراكي الديمقراطي  وحزب المركز الديمقراطي الاجتماعي اليميني وحزبين صغيرين إلى النصر. حصل التحالف على 45.2% من الأصوات الشعبية، ما خوله الحصول على 128 من أصل 250 مقعدًا في مجلس النواب، 75 من هؤلاء كانوا من حزبه. دعاه الرئيس أنطونيو راماليو إينز بعد ذلك لتشكيل حكومة في 3 يناير 1980، وشكل أول حكومة أغلبية في البرتغال منذ ثورة القرنفل عام 1974. في الانتخابات العامة الثانية التي أجريت في أكتوبر من نفس العام، زاد التحالف الديمقراطي أغلبيته. حصل التحالف على 47.2% من الأصوات الشعبية و 134 مقعدًا في البرلمان، 82 منهم لحزبه. يبدو أن انتصار سا كارنيرو كان مبشرًا للانتخابات الرئاسية التي كانت ستجري بعد شهرين، وكان سا كارنيرو يدعم فيها أنطونيو سواريس كارنيرو (لا قرابة بين الرجلين).

## وفاته
لم تدم الفرحة بانتصاره طويلًا. في 4 ديسمبر 1980، بينما كان في طريقه إلى تجمّع انتخابي رئاسي في بورتو، اصطدمت طائرته من طراز سيسنا 421 بمبنى بعيد إقلاعها من مطار لشبونة. زعم شهود عيان أنهم رأوا قطعًا تسقط من الطائرة بعد لحظات من إقلاعها. استمرت الشائعات في تأجيج نظريات المؤامرة بأن الحادث كان في الواقع اغتيالًا، لكن لم يكشف عن أدلة قوية تدعم تلك الادعاءات. كانت هناك نظريات مختلفة حتى حول من كان هدفًا لمثل هذا الاغتيال، إذ كان فرانسيسكو دي سا كارنيرو يسافر مع وزير الدفاع أديلينو أمارو دا كوستا، الذي قال إن لديه وثائق متعلقة بنظرية المؤامرة المفاجئة في أكتوبر وكان يخطط لأخذها إلى الجمعية العامة للأمم المتحدة.
بما أنه كان يعتمد إلى حد كبير على شعبية سا كارنيرو الشخصية، فلم يتمكن التحالف الديمقراطي من الحفاظ على زخمه في أعقاب وفاته. في مواجهة أزمة وطنية، احتشد الجمهور خلف الرئيس أنطونيو رامالهو إيانيس الذي هزم بسهولة مرشح التحالف في الانتخابات الرئاسية بعد بضعة أيام.
سُمي المطار الذي كان يتجه إليه سا كارنيرو باسمه ليصبح مطار فرانسيسكو دي سا كارنيرو، على الرغم من اعتراضات كانت تعتبر أنه من الخطأ تسمية مطار باسم شخص مات بحادث طائرة.

## روابط خارجية
- فرانسيسكو دي سا كارنيرو على موقع الموسوعة البريطانية (الإنجليزية)
- فرانسيسكو دي سا كارنيرو على موقع مونزينجر (الألمانية)